# Олдтаймер-ралли
Олдтаймер-ралли (также классические ралли, гонки на классических автомобилях) — гонки на старинных автомобилях. Проводятся не на скорость, а на точность прохождения маршрута.
Экипаж, участвующий в ралли, состоит из водителя (пилота) и штурмана.
Существует строго определенный график, который нужно пройти не просто с точностью до секунды, а иногда учитываются десятые и даже сотые доли секунды.
Маршрут ралли заранее неизвестен. Только за полчаса до старта гонщикам выдается Дорожная книга с описанием маршрута (легендой). Легенда представляет собой стенографическое описание маршрута движения с указанием пунктов контроля времени.
Штурман должен уметь читать легенду, точно определять ориентиры на местности.
Строжайшее требование к участникам — соблюдать скоростной режим, установленный для всего транспорта на том или ином участке трассы и придерживаться правил дорожного движения. За опоздание или опережение своего графика на каждом пункте контроля времени экипаж получает штрафные минуты. Кроме того, существует внезапный контроль времени — судейский пункт в самом неожиданном месте маршрута.
Выше речь шла о штурманском ралли, когда исход состязания зависит от штурмана и от водителя в равной степени.
Ралли может включать в себя этапы на точность прохождения трассы и выполнения задания и скоростную гонку. Аналогичные мероприятия проводятся в Германии — Bosch Boxberg Klassik. В России, начиная с 2012 года, также появился аналог легендарных гонок — Bosch Moskau Klassik — ралли, собирающее несколько десятков обладателей старинных автомобилей.

## Известные классические ралли
Известные классические раллийные соревнования, которые проводятся в наши дни и в формате олдтаймер-ралли, в даты не совпадающие с проведением основной (современной) гонки:
- Сафари
- Ралли Монте-Карло
- Ралли Греции
- Ралли Сан-Ремо
- Ралли Корсики